# Toyendé (Barsalogho)
Pour les articles homonymes, voir Toyendé.
Toyendé est une localité située dans le département de Barsalogho de la province du Sanmatenga dans la région Centre-Nord au Burkina Faso.

## Géographie
Toyendé se situe à 5 km à l'ouest de Basma, à 20 km au sud-ouest de Barsalogho, le chef-lieu du département, et à environ 20 km au nord-ouest du centre de Kaya, la principale ville de la province.

## Éducation et santé
Le centre de soins le plus proche de Toyendé est le centre de santé et de promotion sociale (CSPS) de Basma tandis que le centre médical avec antenne chirurgicale (CMA) se trouve à Barsalogho et le centre hospitalier régional (CHR) à Kaya.
Le village possède une école primaire publique.